# Erich Juskowiak
Erich Juskowiak (Oberhausen, 7 de setembro de 1926 - 1 de julho de 1983) foi um futebolista alemão que atuava como defensor.

## Carreira
Erich Juskowiak fez parte do elenco da Seleção Alemã de Futebol, na Copa do Mundo de 1958. 